# Японская пролетарская лига кино

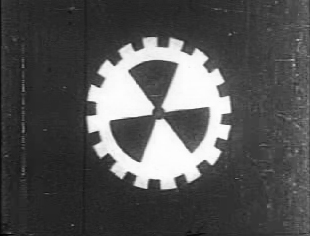
Эмблема ПРОКИНО

Японская пролетарская лига кино, Союз пролетарского кино (яп. 日本プロレタリア映画同盟 нихон пурорэтариа эйга до:мэй) — объединение кинематографистов Японии, известное как Prokino, активно действовало в конце 1920-х и начале 1930-х в Японии.

## История
Была основана левыми кинокритиками Акира Ивасаки и Гэндзю Саса. Лига изначально организовывала съемку 16-мм камерой майских демонстраций и забастовок. Активно занималась популяризацией пролетарского искусства в Японии, прежде всего выпуская записи демонстраций и фильмы о жизни работников и демонстрируя их на мероприятиях. Также выпускала свои журналы.
Большинство фильмов были документальными кинохрониками, но также выпускались фантастические фильмы и мультфильмы.
Первым фильмом лиги считается хроника Токийской первомайской демонстрации 1927 года, снятый на малую 9,5-мм плёнку. Также известны фильм о городской железнодорожной забастовке, и фильм о траурной процессии похорон убитого лидера левой Рабоче-крестьянской партии Сэндзи Ямамото.
Объединение пользовалось поддержкой прогрессивной интеллигенции, студентов и кинематографистов.
Деятельность лиги поддерживали такие видные деятели японского кинематографа как Дайскэ Ито, Кэндзи Мидзогути, Сигэхару Накано, Томоёси Мураяма, Кёхико Усихара, Кого Нода, Такидзи Кобаяси, Соити Оя, Фуюхико Китагава, Токихико Окада, Мацуо Киси, Киёси Мики, Дэммэй Судзуки, Тэппэй Катаока и Сигэёси Судзуки.
Организация в конечном итоге была распущена полицией в связи с принятием Закона о сохранении мира, многие бывшие члены стали видными деятелями японского кинематографа.
После войны была предпринята попытка вычеркнуть ПРОКИНО из истории документалистики, однако, в 1960-х годах изучение лиги получило новый импульс, а Синсаку Намики (яп. 並木晋作 намики синсаку) написал книгу об истории организации История ПРОКИНО (яп. プロキノ全史 пурокино дзэнси).